# 天皇 (朱泚)
天皇（784年正月-六月）是唐朝时叛变将领朱泚所用的年号，共计6个月。

## 纪年
| 天皇 | 元年  |
| 公元 | 784年 |
| 干支 | 甲子  |

## 參看
- 中国年号列表
- 同期存在的其他政权年号
  - 興元（784年）：唐德宗的年号
  - 武成（784年正月—786年四月）：唐朝時期領袖李希烈之年號
  - 延曆（782年八月十九日—806年五月十八日）：奈良時代、平安時代桓武天皇之年號
  - 大興（738年—794年）：渤海文王大欽茂之年號
  - 上元（784年起）：南詔領袖異牟尋之年號

| 前一年號： 应天 | 唐朝年號 | 下一年號： -- |